# HMS Electra (H27)
«Електра» (H27) (англ. HMS Electra (H27) — військовий корабель, ескадрений міноносець типу «E» Королівського військово-морського флоту Великої Британії за часів Другої світової війни.

## Історія створення
Есмінець «Електра» був закладений 15 березня 1933 року на верфі компанії Hawthorn Leslie and Company у Геббурн. 15 лютого 1934 року він був спущений на воду, а 13 вересня 1934 року увійшов до складу Королівських ВМС Великої Британії.

## Історія служби
За часів Другої світової війни есмінець брав активну участь у бойових діях на морі; бився у Північній Атлантиці, біля берегів Франції та Норвегії, супроводжував арктичні конвої. Брав участь у битвах у Данській протоці та біля Куантана, коли японською авіацією були затоплені лінкор «Принц Уельський» та лінійний крейсер «Ріпалс».
За проявлену мужність та стійкість у боях нагороджений чотирма бойовими відзнаками.
27 лютого 1942 року в ході битви в Яванському морі був потоплений японським легким крейсером «Дзіндзу», прикриваючи відхід пошкодженого «Ексетера».